# Angus Abbey
Angus Abbey (15 november 1925) was een Australianfootballspeler. Hij speelde met Footscray in de Victorian Football League (VFL), voornamelijk als verdediger. Hij was twintigste man in Footscray's premiership team uit 1954 (wat tot vandaag de dag hun enige premiership is). Hij speelde zijn enige junior football jaar met Waratah in de Footscray District League. Zijn speelmaten waren 180 cm en 82.5 kg, die identiek zijn aan die van zijn zoon Ross die ook speelde voor Footscray van 1971 tot 1981. Hij pensioneerde van VFL football in 1954, met in totaal 78 gespeelde wedstrijden.